# Айлап
Айлап — река в Кемеровской области России, правый приток Чумыша. Протекает по территории Загорского сельского поселения Новокузнецкого района.
Длина реки составляет 10 км.
Айлап начинается в урочище Аношкина Дорога. В верхней половине течёт преимущественно на восток, в нижней — на юго-восток. Устье расположено примерно в 2-х км к юго-западу от посёлка Апанас, в 592 км по правому берегу реки Чумыш.
Относится к водохозяйственному участку 13.01.02.004 Чумыш Верхнеобского бассейнового округа. Код водного объекта в государственном водном реестре — 13010200412115200001824.